# European fantastic film festivals federation

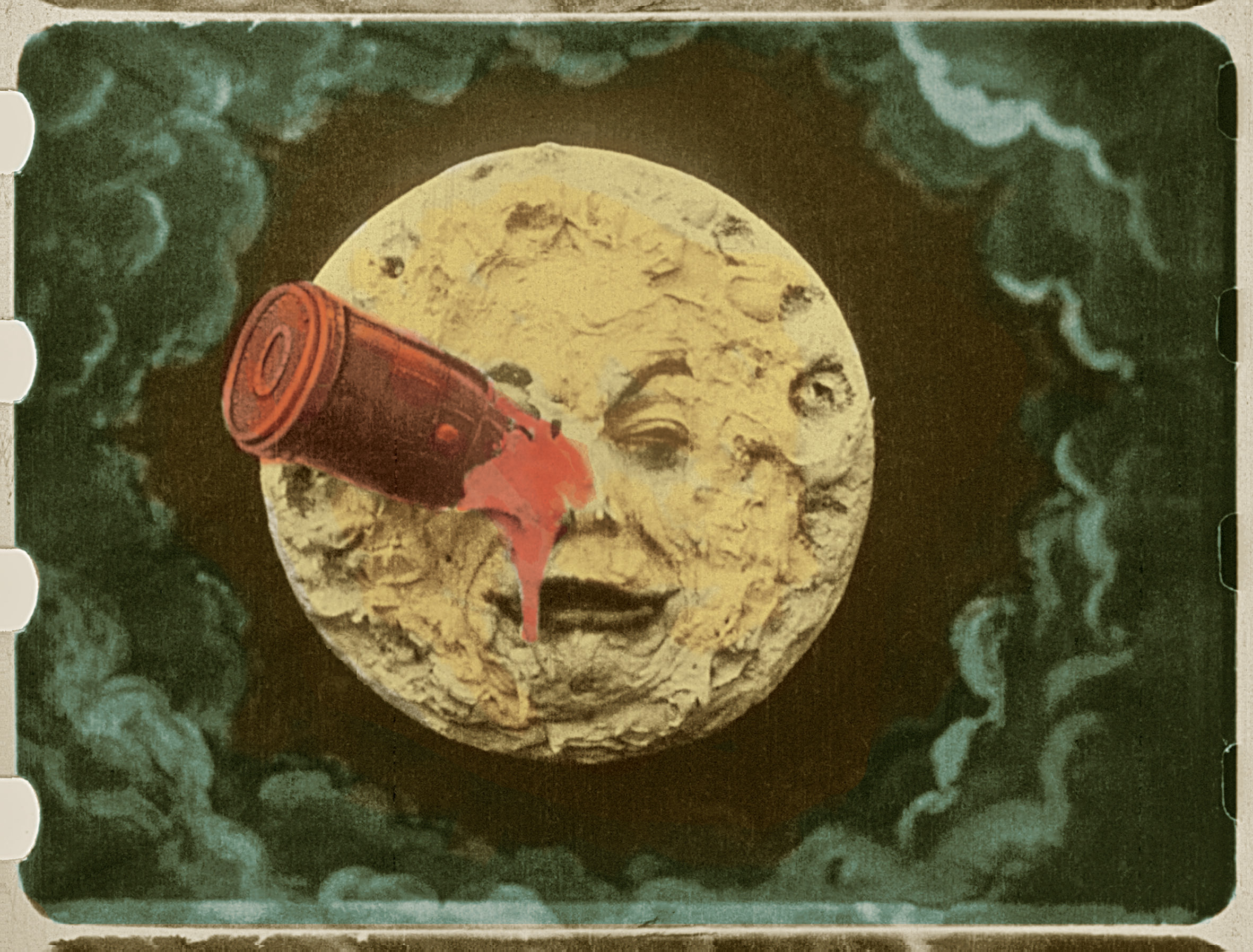
Organisationen använder mångubben från Georges Méliès' film Resan till månen som sin symbol.

European fantastic film festivals federation (ung. "europeiska förbundet för fantastikfilmsfestivaler") är en organisation som drivs av en grupp europeiska filmfestivaler med inriktning på science fiction, skräck, fantasy och besläktade genrer. Organisationen grundades 1987 och har sitt säte i Bryssel. De filmfestivaler som utgör förbundet delar årligen ut varsin Méliès d'argent ("silver-Méliès") till en europeisk fantastikfilm i tävlan. Bland dessa utser förbundet sedan en mottagare av Méliès d'or ("guld-Méliès") för årets bästa film.

## Festivaler
Följande festivaler ingår i förbundet:

### Fullständiga medlemmar
- Imagine film festival, Amsterdam, Nederländerna
- Brussels international fantastic film festival, Bryssel, Belgien
- Festival international du film fantastique de Neuchâtel, Neuchâtel, Schweiz
- Festival européen du film fantastique de Strasbourg, Strasbourg, Frankrike
- Fantastisk Filmfestival, Lund, Sverige
- Festival de cine de Sitges, Sitges, Spanien
- Trieste science+fiction, Trieste, Italien

### Anslutna medlemmar
- Festival de cinema de terror de Molins de Rei, Molins de Rei, Spanien
- Fanomenon, Leeds, Storbritannien
- Razor reel Flanders film festival, Brygge, Belgien
- Abertoir horror festival, Aberystwyth, Storbritannien
- Fancine, Málaga, Spanien
- Haapsalu õudus- ja fantaasiafilmide festival, Hapsal, Estland
- Grossmannov festival filma in vina, Ljutomer, Slovenien
- Frightfest, London, Storbritannien
- Motelx, Lissabon, Portugal
- Semana de cine fantástico y de terror, San Sebastián, Spanien
- Court métrange, Rennes, Frankrike

### Stödmedlemmar
- Fantasia, Montréal, Kanada
- Pifan, Bucheon, Sydkorea
- Fantastic fest, Austin, Förenta staterna
- Screamfest horror film festival, Los Angeles, Förenta staterna

## Méliès d'or
Méliès d'or ("guld-Méliès") har delats ut sedan 1996. Följande har tilldelats priset i långfilmsklassen:
| År         | Titel                                   | Regi                                       | Produktionsland       |
| ---------- | --------------------------------------- | ------------------------------------------ | --------------------- |
| 1996       | El día de la bestia                     | Álex de la Iglesia                         | Spanien               |
| 1997       | Tren de sombras                         | José Luis Guerín                           | Spanien               |
| 1998       | Photographing Fairies                   | Nick Willing                               | Storbritannien        |
| 1999       | De namnlösa (Los sin nombre)            | Jaume Balagueró                            | Spanien               |
| 2000       | Besatt (Besat)                          | Anders Rønnow Klarlund                     | Danmark               |
| 2001       | Thomas est amoureux                     | Pierre-Paul Renders                        | Belgien och Frankrike |
| 2002       | Fausto 5.0                              | Àlex Ollé, Isidro Ortiz och Carlos Padrisa | Spanien               |
| 2003       | De gröna slaktarna (De grønne slagtere) | Anders Thomas Jensen                       | Danmark               |
| 2004/ 2005 | Code 46                                 | Michael Winterbottom                       | Storbritannien        |
| 2006       | Adams äpplen (Adams æbler)              | Anders Thomas Jensen                       | Danmark               |
| 2007       | Princess                                | Anders Morgenthaler                        | Danmark och Tyskland  |
| 2008       | Låt den rätte komma in                  | Tomas Alfredson                            | Sverige               |
| 2009       | Martyrs                                 | Pascal Laugier                             | Frankrike och Kanada  |
| 2010       | Buried                                  | Rodrigo Cortés                             | Spanien               |
| 2011       | Balada triste de trompeta               | Álex de la Iglesia                         | Spanien               |
| 2012       | Aurora                                  | Kristina Buožytė                           | Litauen               |
| 2013       | Au nom du fils                          | Vincent Lannoo                             | Belgien och Frankrike |
| 2014       | Alleluia                                | Fabrice Du Welz                            | Belgien och Frankrike |